# Each Dawn I Crow
Each Dawn I Crow est un cartoon réalisé par Friz Freleng, sorti en 1949.
Il met en scène Elmer Fudd.